# Fly Eye Records
Fly Eye Records fue un sello discográfico fundado por Calvin Harris en 2010. El sencillo debut de la disquera fue "Gecko" de Mr. Blink. Para 2014, Harris firmó un acuerdo con Sony Music para la distribución del sello. La disquera holandesa Spinnin' Records también firmaría un acuerdo para que Fly Eye formara parte de sus 40 subsellos. La mayoría de los sencillos lanzados por el sello pertenecen al género EDM e incluyó artistas como Quintino, Nicky Romero, BURNS, entre otros.
El sello finalmente fue disuelto en 2016, con "OTF" de Autoerotique y Hunter Siegel como su último sencillo. Las razones de su desaparición se debieron al repentino cambio de la dirección musical de Harris del EDM al Pop.

## Historia
En 2010, Harris decidió crear su propia discográfica y la llamó "Fly Eye Records" tras sus gafas de sol de la firma de ojo de mosca que hizo a mano sí mismo, que cuentan en la portada de su álbum de 2009, Ready For The Weekend. El propósito original de la etiqueta era explorar otros artistas que admiran sin las restricciones contractuales de una multinacional. Cuando Harris estableció Fly Eye Records, dijo afirmando: "Mi objetivo para Fly Eye Records es liberar el más emocionante música de club que puedo tener en mis manos."

## Artistas
- Bart B More
- Bassjackers
- BURNS
- Calvin Harris
- dBerrie
- Dillon Francis
- East & Young
- Eva "Bambi" Shaw
- Firebeatz
- GTA
- Hard Rock Sofa
- Hy5teria [nuevo]
- Jacob Plant
- James Doman
- Jewelz & Sparks
- Kenneth G
- Massimo Massivi
- Michael Woods
- Mike Hawkins
- Mightyfools
- Mr Blink
- Mync
- Nicky Romero
- Quintino
- R3hab
- Sikdope
- Sandro Silva
- Thomas Gold
- Tommie Sunshine
- Zen Freeman